# Los problemas de la filosofía

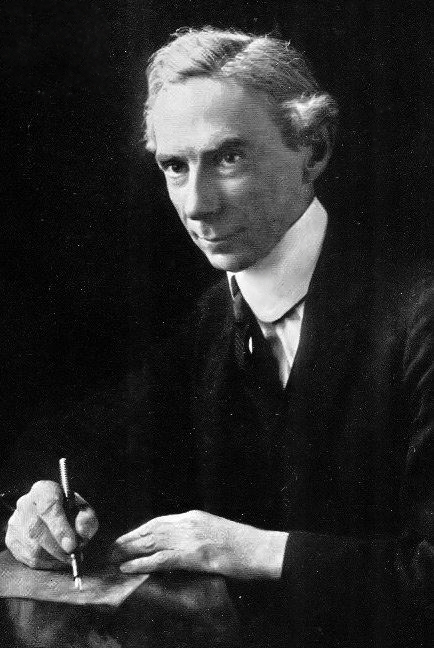
Bertrand Russell en 1916.

Los problemas de la filosofía (en inglés: The Problems of Philosophy) es un libro de Bertrand Russell publicado en 1912, con el que intenta crear una guía breve y accesible para los problemas de la filosofía. Russell presenta la filosofía como una serie repetitiva de intentos (fallidos) de responder a las mismas preguntas: ¿Podemos probar que existe un mundo externo? ¿Podemos probar causa y efecto? ¿Podemos validar alguna de nuestras generalizaciones? ¿Podemos justificar objetivamente la moralidad? Afirma que la filosofía no puede responder a ninguna de estas preguntas y que cualquier valor de la filosofía debe residir en otra parte que no sea ofrecer pruebas a estas preguntas. 
Centrándose en los problemas que él cree que provocarán una discusión positiva y constructiva, Russell se ocupa del conocimiento epistemológico más que del metafísico: si no está claro que existan objetos externos, ¿cómo podemos tener conocimiento de ellos sino por probabilidad? No hay razón para dudar de la existencia de objetos externos simplemente por los datos de los sentidos. 
El libro también examina la cuestión de las verdades matemáticas y la filosofía dentro de las matemáticas, en particular la cuestión de cómo es posible la matemática pura.
Russell guía al lector a través de su famosa distinción del año 1910 entre conocimiento directo (knowledge by acquaintance) y conocimiento por descripción (knowledge by description) e introduce importantes teorías de Platón, Aristóteles, René Descartes, David Hume, John Locke, Immanuel Kant, Georg Hegel y otros para sentar las bases para unos fundamentos filosóficos para estudiantes y público general.

En las siguientes páginas me he circunscrito a aquellos problemas de la filosofía a los que creo es posible decir algo positivo y constructivo, en tanto que una simple crítica negativa parece estar fuera de lugar. Por esta razón, la teoría del conocimiento ocupa un espacio más amplio que la metafísica en el presente volumen, y algunos asuntos ampliamente debatidos por filósofos son tratados muy brevemente, o ni eso.
Bertrand Russell. Prefacio a Los problemas de la filosofía

Russell llamó al libro su "sorpresa de chelín" y lo vio como un libro corto y barato, escrito para un público general; ha sido su libro más leído durante décadas. A menudo se ha establecido como un libro de texto para estudiantes de filosofía.

## Índice
I. Apariencia y realidad.
II. La existencia de la materia.
III. La naturaleza de la materia.
IV. Idealismo.
V. Conocimiento directo y conocimiento por descripción.
VI. Sobre la inducción.
VII. Nuestro conocimiento de los principios generales.
VIII. Cómo es posible el conocimiento a priori
IX. El mundo de los universales.
X. Sobre nuestro conocimiento de los universales.
XI. Sobre el conocimiento intuitivo.
XII. Verdad y falsedad.
XIII. Conocimiento, error, y opinión probable.
XIV. Los límites del conocimiento filosófico.
XV. El valor de la filosofía.